# Väse landsfiskalsdistrikt
Väse landsfiskalsdistrikt var 1918–1964 ett landsfiskalsdistrikt i Värmlands län, bildat när Sveriges indelning i landsfiskalsdistrikt trädde i kraft den 1 januari 1918, enligt beslut den 7 september 1917. Den 1 januari 1965 avskaffades i Sverige samtliga landsfiskaler och landsfiskalsdistrikt, och deras arbetsuppgifter delades upp på de nyskapade indelningarna polisdistrikt, åklagardistrikt och kronofogdedistrikt.
Landsfiskalsdistriktet låg under länsstyrelsen i Värmlands län.

## Ingående områden
När Sveriges nya indelning i landsfiskalsdistrikt trädde i kraft den 1 januari 1952 (enligt kungörelsen 1 juni 1951) ändrades distriktets omfattning genom inkorporeringen av Visnums landsfiskalsdistrikt.

### Från 1918
Väse härad:
- Alsters landskommun
- Väse landskommun
- Östra Fågelviks landskommun

Ölme härad:
- Ölme landskommun

### Från 1 januari 1952
- Visnums landskommun
- Väse landskommun
- Östra Fågelviks landskommun